# Air Caraïbes
Air Caraïbes – francuska linia lotnicza z siedzibą w Pointe-à-Pitre, na Gwadelupie. W 2021 roku linia obsłużyła 885 tys. pasażerów i zatrudniała 1144 pracowników
Agencja ratingowa Skytrax oceniła poziom świadczonych usług przyznając trzy gwiazdki.

## Flota
W lutym 2023 r. flota przewoźnika składała się z 12 samolotów o średnim wieku 7,3 roku.

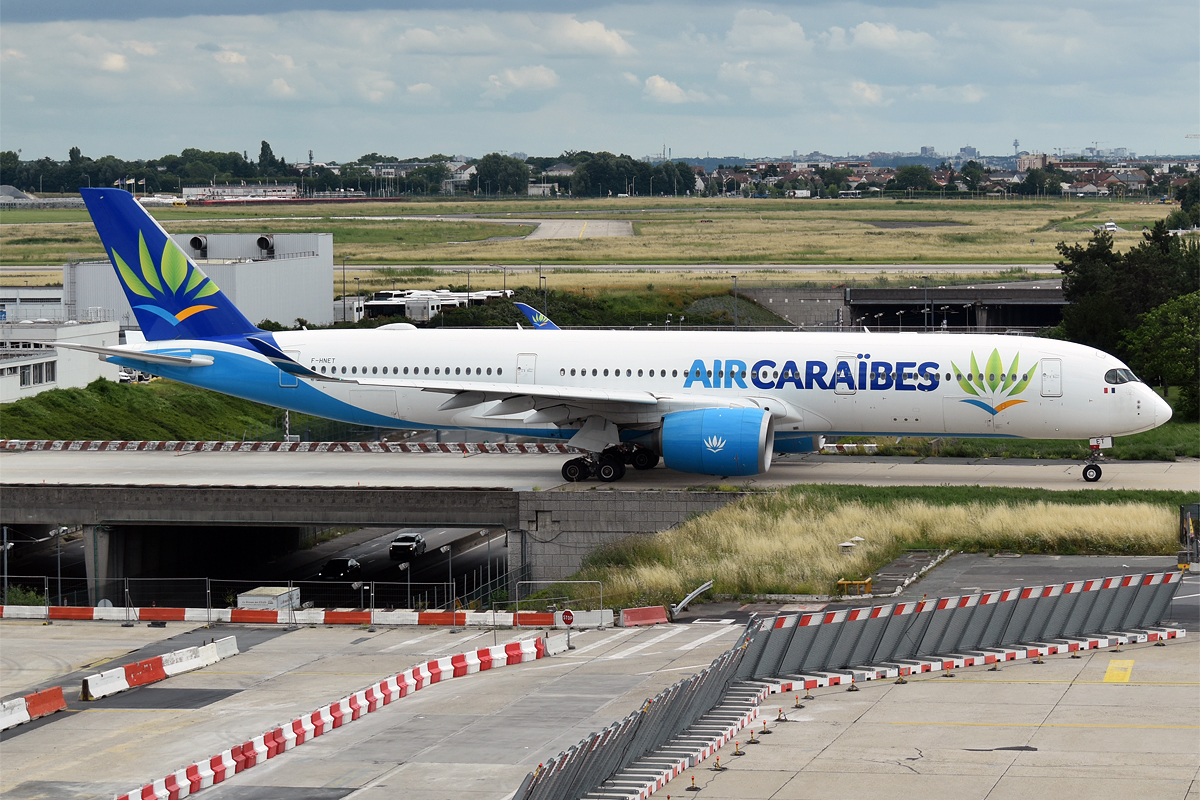
Airbus A350 należący do linii na lotnisku Paryż-Orly

| Typ samolotu     | Liczba | Zamówienia | Uwagi |
| ---------------- | ------ | ---------- | ----- |
| ATR 72           | 3      |            |       |
| Airbus A330-200  | 1      |            |       |
| Airbus A330-300  | 2      |            |       |
| Airbus A350-900  | 3      |            |       |
| Airbus A350-1000 | 3      |            |       |